# Eleonora Bellini
Eleonora Bellini (Belgirate, 1º settembre 1952) è una scrittrice italiana.

## Biografia
Figlia di una maestra elementare e di un tecnico delle Ferrovie dello Stato italiane, dopo gli studi classici si laurea in filosofia all'Università Statale di Milano, quindi lavora come insegnante nelle scuole medie a Novara e Torino, nel 1976 diventa direttrice della Biblioteca "Achille Marazza" di Borgomanero (NO), contribuisce a fondare e poi dirige il Sistema Bibliotecario del Medio Novarese, occupandosi sia di libri antichi che moderni e sviluppando la sezione per ragazzi anche attraverso laboratori di poesia e di scrittura creativa. È stata segretaria del Premio Nazionale di Poesia e Traduzione poetica "Achille Marazza" (1997-2018) e ha curato, sempre per la fondazione, mostre d'arte e documentarie, pubblicazioni e incontri con scrittori, ufficio stampa e relazioni con le scuole del territorio.
Fin da giovanissima, accanto alle attività di studio e di lavoro ha praticato la scrittura, innanzitutto di poesia, e successivamente si è dedicata anche alla prosa narrativa e critica, alla traduzione e alla letteratura per ragazzi, dalla "Ninna nanna di una pecorella" (il libro solleva una polemica in quanto "bandito" dal sindaco di Venezia perché sessualmente ambiguo e difeso invece da Daria Bignardi) alla storia di Gandhi e alla spedizione di Carlo Pisacane. Ha collaborato e collabora con le riviste Fermenti, Verbanus, Capoverso, L'immaginazione, Unduetrestella, Il ponte, Pagine giovani e con il sito di recensioni letterarie Mangialibri.
Lascia la direzione della Biblioteca dopo 28 anni nel luglio 2018, ma il suo incarico viene rinnovato fino al febbraio 2019, in attesa della nomina del successore. Da quella data si dedica principalmente alla scrittura.

## Opere principali

### Poesia
- Metadizionario, Lalli, 1980.
- Note a Margine, Seledizioni 1980 (Premio Albisola Giovani).
- L'assedio, Grafica Nizza 1986.
- Tracce, con prefazione di Vico Faggi, Quaderni di Resine 1993.
- Agenda feriale, Rhegium Julii, 1997 (Premio Rhegium Julii per l'Inedito sezione Silloge inedita[3]).
- I nemici svegli, ArtEuropa 2004 (con presentazione di Ariodante Marianni).
- Il rumore dei treni,  Book Editore, 2007 (con nota di Ariodante Marianni).
- Le ceneri del poeta, Edizione Orizzonti Meridionali, 2011.
- Stanze d'inverno. Non solo liriche, con otto collages originali, Edizioni Galleria La Parada, 2012.
- Radici, Edizione in tiratura limitata per Mimesis Associazione Culturale, Belgirate, 2014
- Prove d'autunno, Puntoacapo Editrice, 2018, prefazione di Fabio Scotto
- Legno estivo, Edizione in tiratura limitata per Mimesis Associazione Culturale, Lecce, 2019
- Stanze d'inverno e altre poesie,  Book Editore, 2021 (con nota di Alfredo Luzi).
- Frunza semiluna/ Foglia a mezzaluna, Cosmopoli, 2024 (traduzione in rumeno di Alexandru Macadan).
- Haiku dell'ape e del giardino, La Ruota Edizioni, 2024.
- Stazioni, Kanaga Edizioni, 2024
- Piccoli orti assorti, con presentazione di Maria Lenti, Edizioni Progetto Cultura, 2024

### Narrativa e poesia per bambini e ragazzi
- I sei giorni del sole. La spedizione di Carlo Pisacane a Sapri nel racconto di un bambino, Laser 2000;
- Fuori dal nido, Nonsoloparoleedizioni 2003;
- Una scatola piena di treni, margherite, triangoli, Edizioni I fiori di campo 2002
- Ninna nanna per una pecorella, Topipittori 2009, illustrazioni di Massimo Caccia
- Canción de cuna para una ovejita, Océano- Travesía, 2011.
- Pecorelle la petite brebis, Albiana, 2015.
- Ninni nanna da un agneddu, Albiana, 2015.
- L'elefante e la formica. Gandhi nelle lettere del nonno, NonSoloParoleEditore, 2016
- Adalgiso e il mistero del maniero, La Ruota, 2018; illustrazioni di Claudia Benassi
- La casa in riva al mare, Edizioni la Fabbrica dei Segni, 2019, illustrazioni di C. Picciolini
- Casa di luna, Edizioni Il Ciliegio, 2019 illustrazioni di Maria Mariano
- Ninna nanna per una pecorella, in CAA a cura di E. Crivelli e S. Bandirali, Uovonero, 2019, illustrazioni di Massimo Caccia
- Il quaderno di Lisa, Antipodes Edizioni 2021
- Non dire il tuo nome/Don't say your name, Edizioni Il Ciliegio, 2021 illustrazioni di Maria Mariano
- L'acquatico viaggio di Bartolo/ Bartolos Reise auf dem Wasser/ Bartolovo potovanje na vodi, Città di Schwanenstadt 2021, testo in italiano, tedesco, sloveno; illustrazioni di Maria Mariano
- Adalgiso e il mistero dell'Ape-Car, La Ruota, 2021; illustrazioni di Giuseppe Guida.
- Piano piano, lento lento, Voglino Editrice-Didattica Attiva, 2022; illustrazioni di Erika Visconti
- Il ritorno di Sara/Sara's return, Edizioni Il Ciliegio, 2023 illustrazioni di Viola Virdis
- Rachel Carson, Edizioni Il Ciliegio, 2023 illustrazioni di Giuseppe Guida

- Giulia e l'anno memorabile, Edizioni Il Ciliegio, 2025 illustrazioni di Giuseppe Guida

### Altre opere
- Finché ci sia respiro, Interlinea 1996
- Le Muse sacre. Poesia religiosa nei secoli XVI-XVII, con Salvatore Ussia, Borgomanero, 1999;
- Il santuario della Bocciola e i culti mariani del Lago d'Orta con Carlo Carena, Comune di Ameno 1993
- Borgo Ticino e Divignano. Storie di gente, luoghi di memoria con Diego Tessari, EOS 1996;
- Pagina picta. Il caso, l'allegoria, la volontà nella pittura di Ariodante Marianni, Colophon Libri 2005.
- Borgo Ticino tredici agosto, TLS 2009
- La poesia e la vita. Ariodante Marianni dieci anni dopo, Fermenti Editrice, 2017
- La casa dei libri, Edizioni Creativi Associati, 2018
- Il diario di Elsa e altri racconti del Novecento, Edizioni Progetto Cultura, 2022
- Un canto d'amore e nostalgia. Versi per Ario, LFA Editore 2023.

### Traduzioni
- J. Daniélou, Diari spirituali, Piemme 1998
- L. M. Sinistrari, Sortilegium, in Quaderni Borgomaneresi/2 – 1999
- A. de Lamartine, Ditemi il vostro segreto. Carteggio con Giulia di Barolo, San Paolo 2000
- A. Cerruti, Tre poesie, Borgo Ticino 2000 e Poesie religiose in “Quaderni Borgomaneresi/4-2001
- W. A. Stuart, Sketches, in “Quaderni Borgomaneresi/8-2005”
- L. Basset, Il desiderio di voltare pagina, San Paolo 2008
- M. Quesnel, La saggezza cristiana, San Paolo 2008;
- R. Stainville, Grande male - Medz Yeghern: Turchia 1909, un testimone del massacro degli Armeni. San Paolo 2008;
- L. Basset, La morte fa paura agli uomini non a Dio, San Paolo 2009.